# Asparagus bucharicus
Asparagus bucharicus — вид рослин із родини холодкових (Asparagaceae).

## Біоморфологічна характеристика
Стебло 80–150 см заввишки. Середнє і верхнє листя з б.-м. довгим шпорцем. Кладодії по 10–30, сизі, злегка вигнуті, близько 0.25 мм завтовшки. Оцвітина жіноча 2–2.5 мм завдовжки, чоловіча дзвінкова, 4–5 мм завдовжки. Ягода 7–8 мм завширшки.

## Середовище проживання
Ареал: Таджикистан, Узбекистан.
Поширений у деревно-чагарникових поясах на висотах 1200–2200 метрів.